# Bernard Berger (burgemeester)
Bernard Marie Berger (Venlo, 24 februari 1887 – aldaar, 5 februari 1967) was een Nederlandse burgemeester voor de Roomsch-Katholieke Staatspartij (RKSP) en na de Tweede Wereldoorlog voor de opvolger daarvan, de Katholieke Volkspartij (KVP).
Berger was afkomstig uit de familie Berger; een kooplieden- en bankiersfamilie te Venlo. Hij studeerde rechten aan de Gemeente-Universiteit Amsterdam en promoveerde in 1918 aan de Rijksuniversiteit Leiden. Hij was werkzaam als secretaris van de Rooms-Katholieke Werkgeversvereniging Limburg en was van 1919 tot 1921 burgemeester van Bolsward.
Op 1 november 1921 werd hij burgemeester van de gemeente Venlo. Tijdens zijn burgemeesterschap werd op 1 oktober 1940 het aan de andere kant van de Maas gelegen Blerick, behorende tot de gemeente Maasbree onderdeel van Venlo. Berger trad in september 1941 als burgemeester af, evenals ongeveer de helft van zijn collega’s toen onder invloed van de Duitse bezetter de gemeenteraden werden afgeschaft. Op de dag na de bevrijding van Venlo op 1 maart 1945 werd hij weer geïnstalleerd als burgemeester. Tijdens zijn tweede ambtsperiode werd het zwaar verwoeste Venlo weer opgebouwd. Berger ging met pensioen op 29 februari 1952.
Berger had enkele nevenfuncties, zoals lid van de Eerste Kamer (van 1946 tot 1952) en plaatsvervangend kantonrechter (van 1928 tot na 1950). Ook was hij belast met het beheer van zijn landerijen en het kasteel Broekhuizen. Tot aan zijn overlijden in 1967 is Berger in Venlo woonachtig geweest.